# Orthotrichum curvifolium
Orthotrichum curvifolium là một loài rêu trong họ Orthotrichaceae. Loài này được Wahlenb. mô tả khoa học đầu tiên năm 1812.